# Los Navazos
Los Navazos es una aldea española perteneciente al municipio de Chinchilla de Monte-Aragón, en la provincia de Albacete, dentro de la comunidad autónoma de Castilla-La Mancha. Se encuentra a unos 15 kilómetros de la capital provincial y equidistante entre la citada Chinchilla de Monte-Aragón y Pozocañada.
El nombre de Los Navazos proviene de unos pequeños embolsamientos de agua de lluvia que quedaba recogida en una oquedad en el suelo, esta agua se utilizaba para dar de beber al ganado, en su inmensa mayoría ovejas.
Probablemente el origen de esta aldea -que ha llegado a contar con más de una decena de familias- haya estado relacionado con el asentamiento estabilizado de las cuadrillas de segadores, labradores y sus familias que precisaban los cultivos cerealísticos de las extensas fincas de secano que rodeaban la aldea.
En la actualidad no existen habitantes de forma permanente. No obstante la actividad agrícola se ha desarrollado de una manera exponencial fruto de una concentración parcelaria en la década de 1980 y a la transformación de gran parte del campo de secano en regadío.
- Datos: Q5980056